# Izquierda Republicana Occitana
Izquierda Republicana Occitana (en occitano, Esquèrra Republicana Occitana; conocido por sus siglas ÈRO) es un movimiento político español de ámbito occitano de izquierdas implantado en el Valle de Arán, sección local del partido nacionalista catalán Esquerra Republicana de Catalunya (ERC). ÉRO se fundó en 2008 y su dirigente actual desde 2021 es Hug de la Rosa Ruperto.
Uno de los objetivos principales de la formación es romper el bipartidismo de Convergència Democràtica Aranesa (CDA) y Unidad de Arán (UA). El partido se autodefine como un partido occitanista y de izquierdas que vela por el bienestar de las personas y que lucha por la independencia de Cataluña y los pueblos.
La sección de las juventudes de ÉRO se llama Joenessa de Esquerra Republicana Occitana (JERÒC, Jóvenes de Izquierda Republicana Occitana en lengua española).